# 100-Meter-Hindernislauf

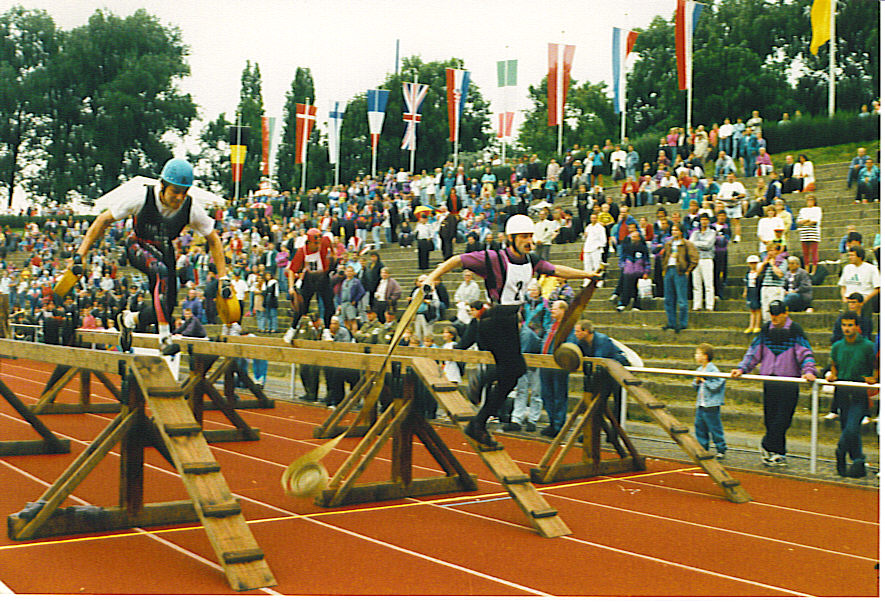
X. Internationale Feuerwehrsportwettkämpfe 1993 in Berlin, Disziplin 100-Meter-Hindernislauf – Freiwillige Feuerwehren

Der 100-Meter-Hindernislauf bezeichnet eine Disziplin des Feuerwehrsports. Dabei wird eine 100-Meter-Laufbahn mit feuerwehrtechnischen Hindernissen auf Zeit überwunden. Diese Disziplin wird von Frauen und Männern absolviert.

## Geschichte

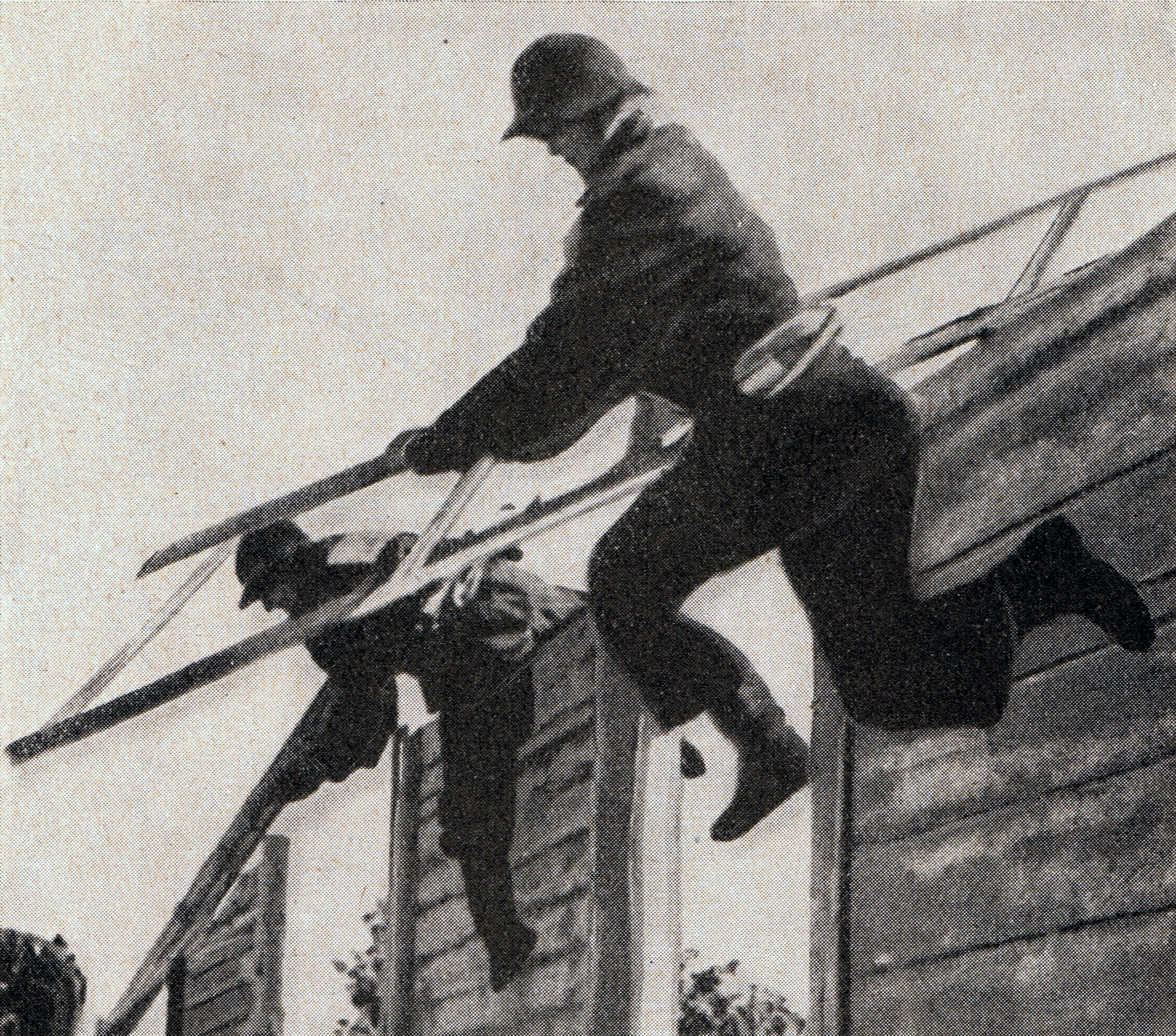
Überwinden der 3,5 Meter hohen Eskaladierwand mit Klappleiter

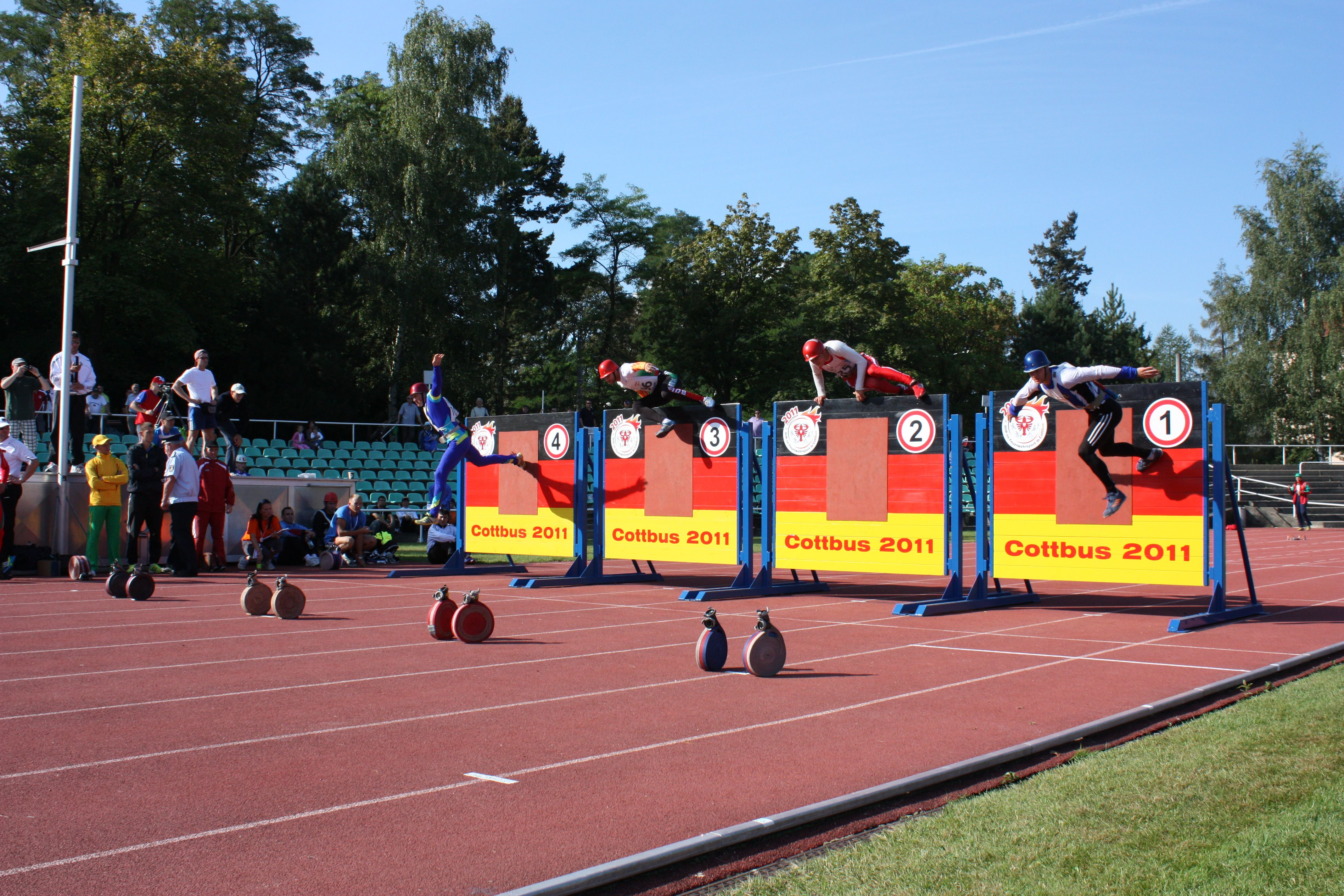
Überwinden der Wand – 7. WM in Cottbus 2011

Nach dem Zweiten Weltkrieg wurde von der Sowjetunion eine Möglichkeit gesucht, die Kameraden der Feuerwehren sportlich fit zu halten. Sie entwarfen mehrere Disziplinen, die auch auf Wettkampfbasis miteinander verglichen werden konnten. Dazu gehörte neben dem Sturmleitersteigen auch eine 100-Meter-Hindernisbahn. Diese unterschied sich allerdings von der heutigen Form. Zum Beispiel war eine 3,5 Meter hohe Eskaladierwand bei der 15-Meter-Marke aufgestellt, welche mit der Klappleiter zu überwinden war. Die anfänglichen Zeiten beliefen sich auf rund 50 Sekunden.
Im Jahr 1959 wurden die Wettkampfbestimmungen geändert. Danach ähnelte die Bahn dem heutigen Aufbau. Die Zeiten verbesserten sich auf ca. 30 Sekunden.
Bei der deutschen Meisterschaft im Feuerwehrsport 2000 in Augsburg starteten zum ersten Mal Frauen in dieser Disziplin. Im darauf folgenden Jahr starteten Frauen in einem „Demonstrationswettkampf“ bei den XII. Internationalen Feuerwehrwettkämpfen des CTIF 2001 in Kuopio,  Finnland. Bei der 13. Feuerwehrolympiade des CTIF im Jahr 2005 in Varazdin,  Kroatien traten Frauen gleichberechtigt in allen drei Disziplinen an.
Der aktuelle Weltrekord wird von Daniel Klvaňa  Tschechien mit 14,70 s gehalten.

## Aufbau der Laufbahn und Ablauf

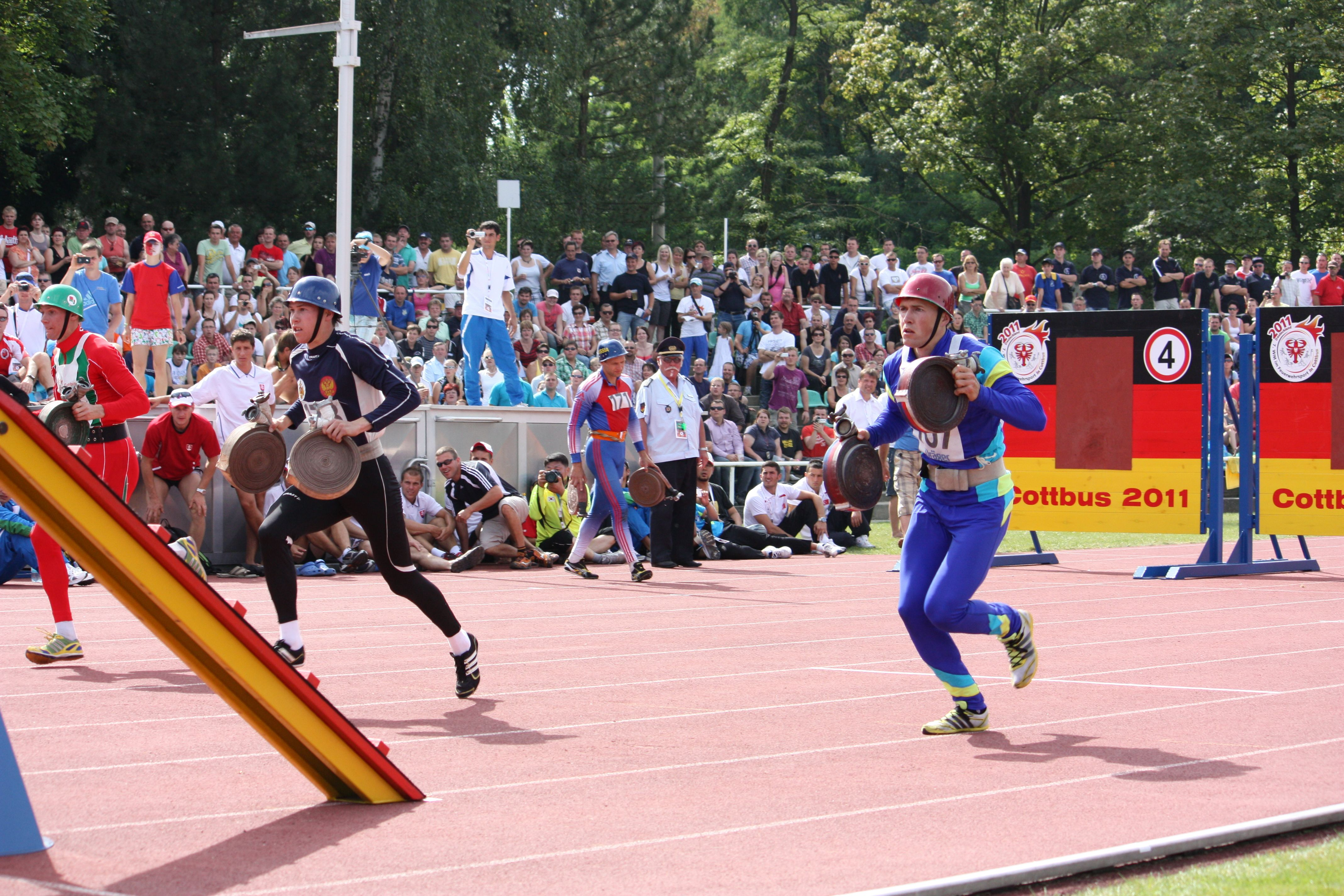
Internationale Vertreter beim Lauf – 7. WM in Cottbus 2011

Gestartet wird aus Startblöcken mittels Tiefstart. 23 Meter nach dem Start befindet sich eine Eskaladierwand von zwei Meter Höhe (Männer) oder eine 70 Zentimeter hohe Hürde (Frauen), welche von dem 100-Meter-Läufer zu überwinden ist. Fünf Meter dahinter stehen zwei gerollte C-Druckschläuche, die aufgenommen werden müssen. An der 38-Meter-Marke befindet sich das Auflaufbrett für den Laufbalken. Dieser Balken ist 120 Zentimeter hoch, 18 Zentimeter breit und acht Meter lang und zu überwinden ist. Bei 75 Metern befindet sich ein Verteiler, an welchem einer der beiden C-Schläuche anzukuppeln ist. Beim Überwinden der Ziellinie muss die Schlauchleitung von Verteiler über beide C-Druckschläuche zu einem mitgeführten Strahlrohr gekuppelt sein. Nur wenn die Hindernisse ordnungsgemäß überwunden, die Schlauchleitung korrekt gekuppelt ist und das gekuppelte Strahlrohr über die Ziellinie gebracht wurde, wird der Lauf anerkannt.

100-Meter-Hindernisbahn-Maße

## Internationale Feuerwehrsportwettkämpfe
Der Weltfeuerwehrverband CTIF führt seit 1961 alle vier Jahre die Internationale Feuerwehrwettkämpfe in verschiedenen Städten Europas als Weltmeisterschaften durch, die auch als Feuerwehrolympiaden bezeichnet.
Der 100-Meter-Hindernislauf ist neben dem Hakenleitersteigen, der 4×100-Meter-Feuerwehrstafette, und dem Löschangriff Nass eine von vier Disziplinen dieser Weltmeisterschaften. Die Bewertung erfolgt sowohl als einzelner Wettkämpfer als auch als Mannschaft.
Die drei erstplatzierten Wettkämpfer und die drei erstplatzierten Mannschaften werden mit der Internationalen Feuerwehrsportwettkampfmedaille in Gold, Silber und Bronze ausgezeichnet.

## Situation in Deutschland

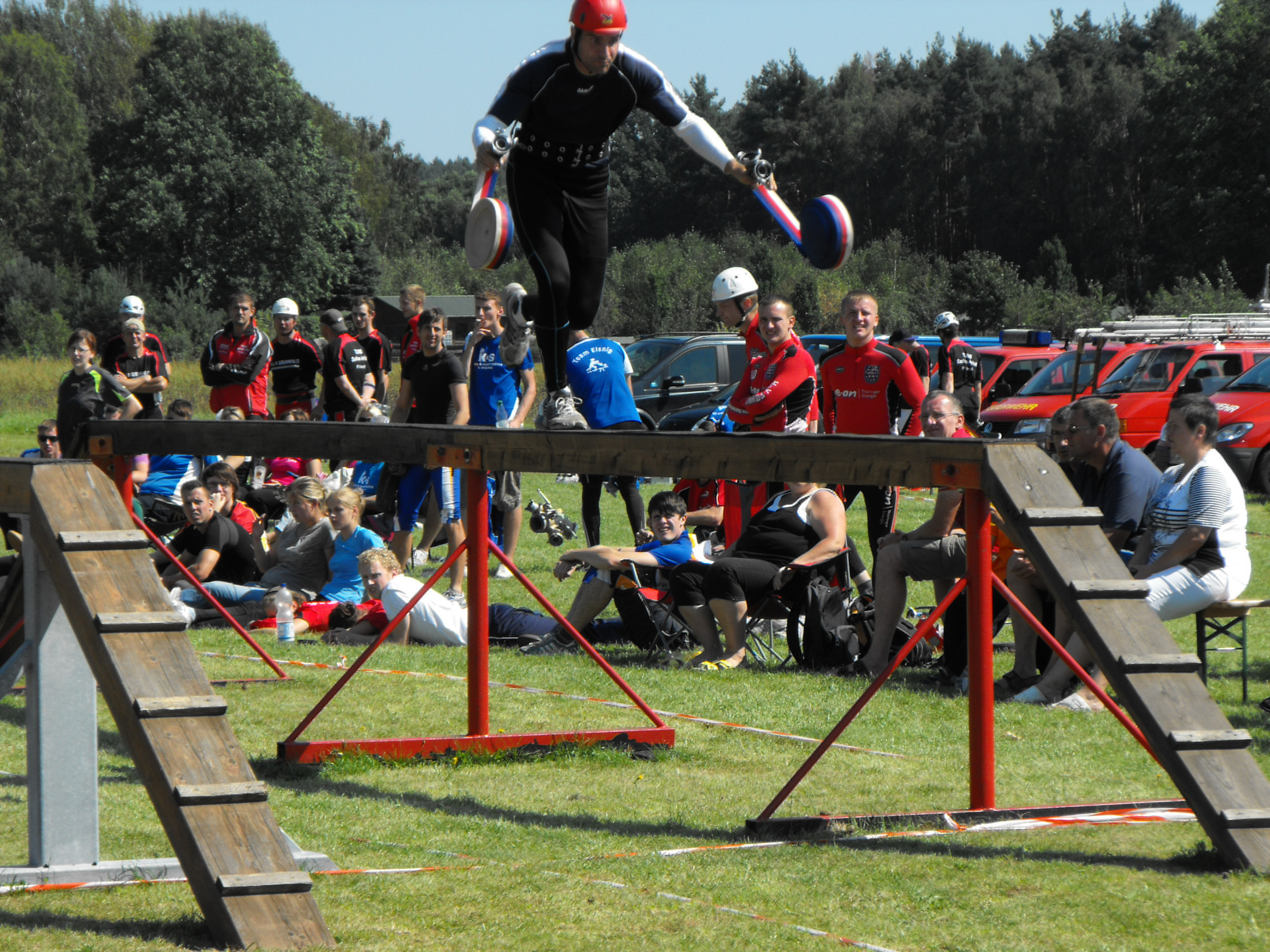
100-Meter-Hindernislauf – Deutschlandpokal in Taura 2011

Durch die historische Entwicklung des Feuerwehrsports geprägt, trifft man diese Disziplin nur im Gebiet der ehemaligen DDR an. Bei Wettkämpfen auf nationaler Ebene werden mehrmals jährlich die Leistungen der Sportler verglichen. Alle vier Jahre findet die Deutsche Meisterschaft im Feuerwehrsport statt, bei dem die aktuellen deutschen Meister ermittelt werden.
Um das Bundesleistungsabzeichens des DFV im Internationalen Feuerwehrsportwettkampf zu erhalten, müssen Frauen und Männer eine bestimmte Zeit auf der 100-Meter-Hindernisbahn erreichen. Die jeweiligen Vorgaben sind der aktuellsten Fassung der Wettkampfordnung zu entnehmen.
Der aktuelle deutsche Rekord wird von Tom Gehlert (Team Lausitz) mit 16,44 s gehalten. Bei den Frauen hält Stephanie Rost (Team Mecklenburg-Vorpommern) mit 18,20 s den Rekord. auf dem hohen Balken. Auf dem flachen Balken hält Kirsten Noack (Team Brandenburg) den deutschen Rekord mit 17,76 s.